# Eurycope gaussi
Eurycope gaussi är en kräftdjursart som beskrevs av Wolff 1956. Eurycope gaussi ingår i släktet Eurycope och familjen Munnopsidae. Inga underarter finns listade i Catalogue of Life.